# Херман, Ева

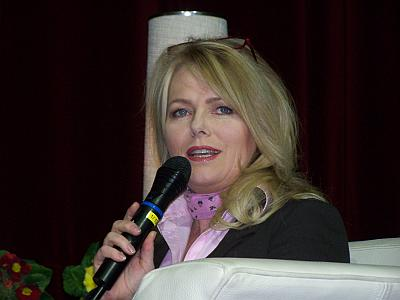
2008 год

Ева Херман (нем. Eva Herman, урождённая Ева Фельдкер (нем. Eva Feldker), 9 ноября 1958, Эмден) — немецкая тележурналистка, с 1989 год по 2007 гг. сотрудница Северо-Германского радио, в 1998—2006 гг. — одна из дикторов информационной программы «Тагесшау»; уволена за высказывания о национал-социализме, не совпадающие с позицией руководства организации.
Херман была уволена после того, как публично заявила в эфире, что политика правительства нацистской Германии, при всех её негативных сторонах, в некоторых аспектах более соответствовала интересам народа, чем политика современной коалиции христианских и социалистических демократов Германии.
В написанной рецензии на её книгу «Das Prinzip Arche Noah — warum wir die Familie retten müssen», напечатанную в Hamburger Abendblatt от 7 сентября 2007 года были следующие слова, которые стали ключевым моментом в её обвинении:

«Все знают: это было жестокое время, это был абсолютно безумный, крайне опасный политик, который вёл немецкий народ к гибели. Но одновременно существовало нечто хорошее. Такие ценности, как дети, материнство, семья, сплочённость»
Оригинальный текст (нем.)
«Wir müssen den Familien Entlastung und nicht Belastung zumuten und müssen eine Gerechtigkeit schaffen zwischen kinderlosen und kinderreichen Familien. Und wir müssen vor allem das Bild der Mutter in Deutschland auch wieder wertschätzen lernen, das leider ja mit dem Nationalsozialismus und der darauf folgenden 68er-Bewegung abgeschafft wurde. Mit den 68ern wurde damals praktisch alles das, alles, was wir an Werten hatten, — es war ’ne grausame Zeit, das war ein völlig durchgeknallter, hochgefährlicher Politiker, der das deutsche Volk ins Verderben geführt hat, das wissen wir alle, — aber es ist damals eben auch das, was gut war, und das sind Werte, das sind Kinder, das sind Mütter, das sind Familien, das ist Zusammenhalt — das wurde abgeschafft. Es durfte nichts mehr stehen bleiben […]»

После этого в прессе прошла кампания, в которой Херман называли «глупой коровой» и «симпатизанткой Гитлера».
Официальную позицию Северо-Германского радио озвучил его программный директор Фолькер Херрес (нем. Volker Herres), заявивший, что уже в течение длительного времени редакция пожинает плоды недопустимого поведения диктора: гости отказываются приходить на ток-шоу Евы Херман или даже не хотят вступать в переговоры об участии в нём.
Впоследствии, однако, одна из немногих передач, куда Херман пригласили как гостью и где она подтвердила своё мнение, получила наибольшую за год аудиторию. Организаторы ток-шоу ожидали от Херман извинений и отказа от ранее сказанного, но Херман осталась при своём мнении. В конце концов ведущий прямо в эфире попросил Херман покинуть студию.

## Решения судов
Существует решение суда, запрещающее искажать высказывания Евы Херман.